# Кхумбу (льодопад)

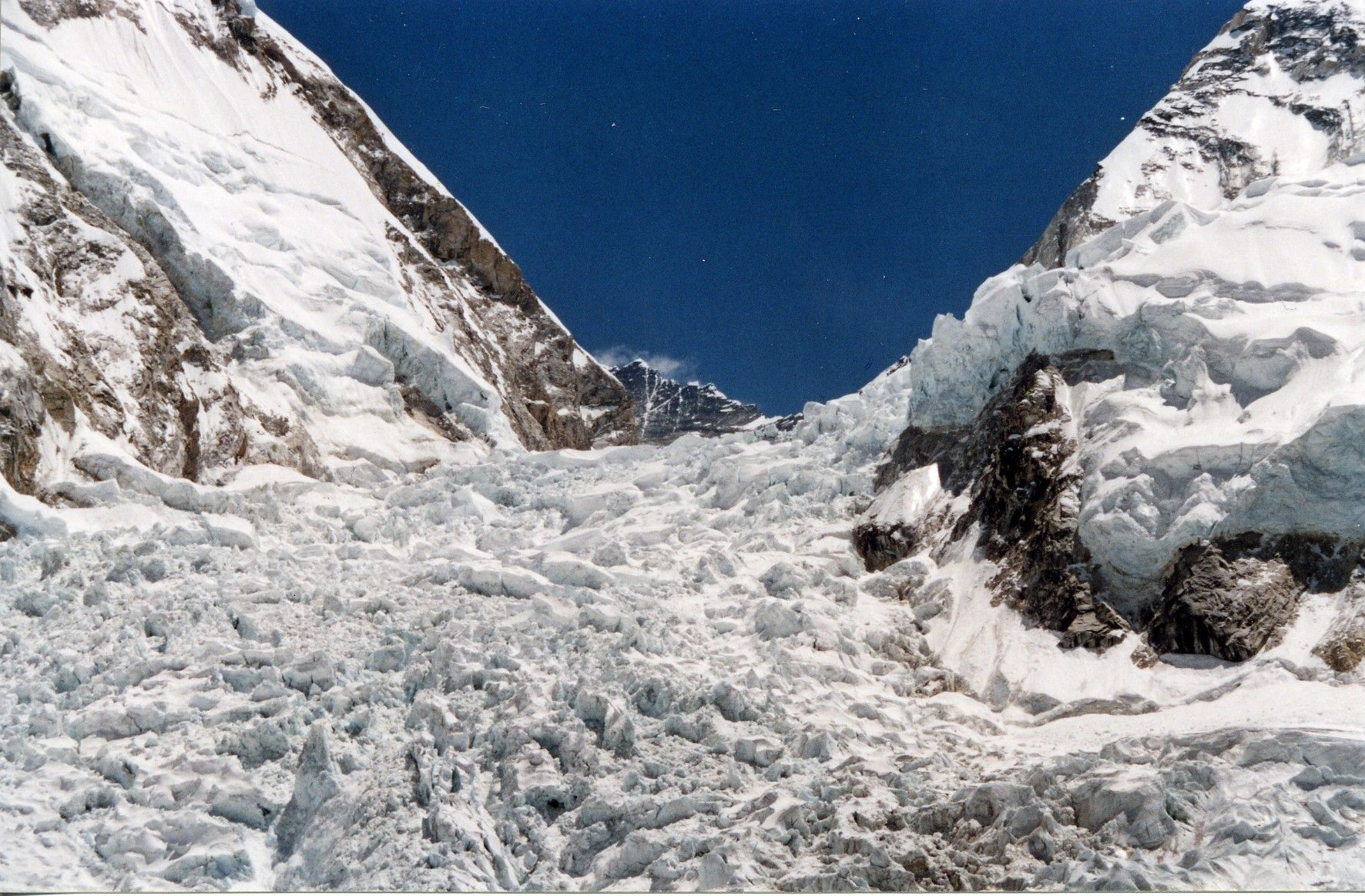
Льодопад Кхумбу

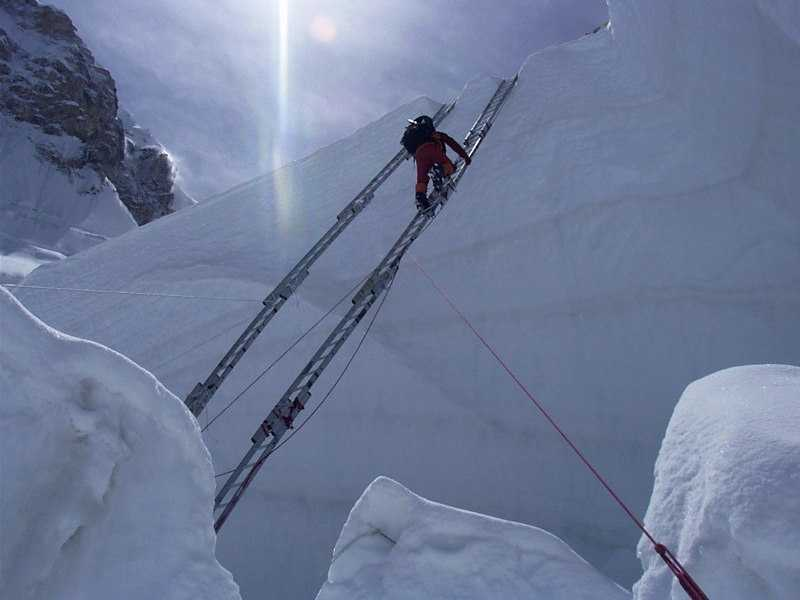
Альпіністи долають льодопад Кхумбу

Льодопад Кхумбу — льодопад, який знаходиться в непальському регіоні Кхумбу, у верхній частині льодовика Кхумбу, що стікає з південних схилів Евереста. Льодопад розташований на висоті 5486 м на схилах гори Еверест, обернених до Непалу.
Трохи нижче льодопаду Кхумбу зазвичай розташовується базовий табір альпіністів, що здійснюють сходження на вищу точку планети класичним шляхом через Південне сідло. Тут розташовувався базовий табір першої радянської експедиції на Еверест.
Льодопад Кхумбу є найнебезпечнішою ділянкою маршруту сходження на Еверест через Південне сідло, оскільки він постійно перебуває в русі, і там часто трапляються льодові обвали. Однією з найбільших катастроф у цьому місці став схід льодовика 18 квітня 2014 року, в результаті якого 16 чоловік загинули, 9 були поранені.
Для подолання льодопаду Кхумбу використовують різні драбинки, бильця.

## Ресурси Інтернету
Вікісховище має мультимедійні дані за темою: Кхумбу (льодопад)